# Csapó Géza
Csapó Géza (Szolnok, 1950. december 29. – Szeged, 2022. szeptember 14.) olimpiai ezüstérmes, világbajnok kajakozó, edző.

## Pályafutása
1966-tól a Szolnoki MTE, majd 1972-től a SZEOL AK kajakozója volt. 1969–1980 között szerepelt a magyar válogatottban, ez idő alatt a magyar csapat egyik meghatározó egyénisége volt. Két olimpián vett részt, 1972-ben Münchenben a harmadik, 1976-ban Montréalban a második helyen végzett. A világbajnokságokon összesen nyolc érmet – köztük hat aranyérmet nyert. Az 1973. évi világbajnokságon három számban nyert bajnoki címet. Ebben az évben az év sportolójává választották. Az aktív sportolást 1980-ban fejezte be.
A szegedi Juhász Gyula Tanárképző Főiskolán tanári, majd a Testnevelési Főiskolán kajak–kenu szakedzői oklevelet szerzett. Visszavonulása után szegedi klubjánál módszertani osztályvezető, majd a kajak–kenu szakosztály vezetőedzője lett.

## Sporteredményei
- olimpiai 2. helyezett
  - 1976, Montréal: egyes, 1000 m
- olimpiai 3. helyezett
  - 1972, München: egyes, 1000 m
- hatszoros világbajnok
  - 1971, Belgrád: 4×500 m váltó (Hesz Mihály, Giczi Csaba, Szabó István)
  - 1973, Tampere:
    - egyes, 500 m
    - egyes, 1000 m
    - kettes 10 000 m (Bakó Zoltán)

  - 1974, Mexikóváros: egyes, 1000 m
  - 1975, Belgrád: egyes, 500 m
- világbajnoki 2. helyezett:
  - 1974, Mexikóváros, egyes 500 m
- világbajnoki 3. helyezett:
  - 1970, Koppenhága: 4 × 500 m váltó (Csizmadia István, Hesz Mihály, Svidró József)
- kétszeres világbajnoki 4. helyezett:
  - 1975, Belgrád: egyes, 1000 m
  - 1978, Belgrád: kettes, 500 m (Svidró József)
- kétszeres világbajnoki 5. helyezett:
  - 1977, Pancserevo: négyes, 1000 m (Bakó Zoltán, Szabó István, Sztanity Zoltán)
  - 1979, Duisburg: egyes, 1000 m
- tizenháromszoros magyar bajnok:
  - egyes, 500 m: 1971, 1973, 1974, 1975, 1977
  - egyes, 1000 m: 1973, 1974, 1975
  - egyes, 10 000 m: 1979
  - kettes, 500 m: 1974, 1975, 1977, 1978